# 東特塗料
東特塗料株式会社（とうとくとりょう、英称 TOTOKU TORYO CO., LTD.）は、東京都墨田区に本社を置く、特殊塗料や絶縁ワニスを製造する企業である。
絶縁ワニスは世界第二位、日本第一位のシェアを持つ。

## 沿革
- 1935年（昭和10年） - 大東京塗料株式会社（代表者：稲葉豊英）として東京蒲田で創業しワニス製造を始める。
- 1943年（昭和18年） - 戦時企業整備で関西ペイントに合併される。
- 1946年（昭和21年） - 東京特殊電線塗料研究所として東京都江戸川区逆井で再発。
- 1950年（昭和25年） - 東京特殊電線塗料株式会社として資本金50万円にて東京都江戸川区小松川で発足し絶縁ワニスの製造をはじめる。
- 1954年（昭和29年） - ホルマール電線用ワニスの特許を取得し、製造を始める。
- 1960年（昭和35年） - ポリエステルワニスの特許を取得し、製造を始める。
- 1961年（昭和36年） - 大阪府都島区に大阪営業所を開設する。
- 1962年（昭和37年） - 埼玉県本庄市に合成樹脂ワニス専門工場ならびに研究所を建設、操業を開始する。
- 1968年（昭和43年） - 愛知県名古屋市に名古屋出張所を開設する。
- 1969年（昭和44年） - 本庄工場の設備拡充を計り合成樹脂ワニスの増産体制に着手する。
- 1976年（昭和51年） - 中華民国（台湾）桃園県に合弁会社福保化学股份有限公司を設立し、同年操業開始。
- 1979年（昭和54年） - 社名を東特塗料株式会社に改称。
- 1980年（昭和55年） - 本庄工場の設備拡充を計る。
- 1983年（昭和58年） - 東京都墨田区亀沢に社屋を建設し、本社を移転する。
- 1986年（昭和61年） - 西ドイツ（当時）ハーバート社（Habarts GmbH）と販売契約を結び耐熱ワニスの販売強化を行う。
- 1999年（平成11年） - 資本金1億6,500万円となる。
- 2000年（平成12年） - ISO 9001取得。大阪営業所を名古屋営業所に統合する。
- 2001年（平成13年）
  - インドネシア共和国カラワン県にPT. TOTOKU TORYO INDONESIAを設立。
  - 中華人民共和国江蘇省太倉市に東特塗料（太倉）有限公司を設立。
- 2002年（平成14年） - PT. TOTOKU TORYO INDONESIAの操業を開始する。
- 2003年（平成15年） - 東特塗料（太倉）有限公司の操業を開始する。
- 2004年（平成16年）
  - 名古屋営業所を営業部へ統合する。
  - ISO 14001取得。
- 2015年（平成27年） - 中華人民共和国広東省東莞市に東莞特保貿易有限公司を設立。
- 2017年（平成29年） - 東特塗料（太倉）有限公司を蘇州東特絶縁科技有限公司に改称。
- 2018年（平成30年） - 本社ビル建て替えに伴い江東区亀戸に一時移転。
- 2019年（平成31年・令和元年）
  - インド共和国ムンバイ市にFU PAO INDIA PRIVATE LIMITEDを設立。
  - 新本社ビル「TT GARDEN」が完成し墨田区亀沢に戻る。

## 主力製品・事業

### エナメル線用ワニス
- ポリウレタンワニス
- ポリエステルワニス
- ポリエステルイミドワニス
- 耐熱ソルダブルワニス
- ポリアミドイミドウレタンワニス
- ポリアミドイミドワニス
- 自己滑性ワニス
- 自己融着ワニス

### ラミネート商品
- プリント基板用接着剤
- ラミネート用接着剤

他

### 評価機器
- tanδ試験器
- 軟化試験器

他

## 主要事業所
- 本社 - 東京都墨田区亀沢4-5-6 TT GARDEN
- 本庄工場 - 埼玉県本庄市栄3-9-33

## 主要関係会社

### 海外グループ企業
- 福保化学股份有限公司 [FU PAO CHEMICAL CO., LTD.]（中華民国桃園県）
- FU PAO INDIA PRIVATE LIMITED（インド共和国ムンバイ市）
- 蘇州東特絶縁科技有限公司 [SUZHOU TOTOKU INSULATION TECHNOLOGY CO., LTD.]（中華人民共和国江蘇省太倉市）
- 東莞特保貿易有限公司 [DONGGUAN TOKUPAO CO., LTD.]（中華人民共和国広東省東莞市）
- PT. TOTOKU TORYO INDONESIA（インドネシア共和国カラワン県）

福保化学は現地資本との合弁、それ以外のグループは東特塗料と福保化学との共同出資。